# تزلج سريع
التزلج السريع نوع من أنواع الرياضة الشتوية وهي أحد المسابقات الرئيسية في الألعاب الأولمبية الشتوية وفيها يتسابق 4 إلى 6 رياضيا بالتزلج بسرعة في ملاعب مغلقة قصيرة ويبلغ طول مضمار السباق 111 متر.
يرجع نشوء هذا النوع من الرياضة إلى نهايات القرن التاسع عشر حيث كان يمارس في كندا والولايات الشمالية من الولايات المتحدة في المناسبات الشعبية وجرى السباق بين اعداد كبيرة من المتسابقين. اندرج هذا النوع من الرياضة إلى الألعاب الأولمبية الشتوية أول مرة في عام 1932 في الدورة الثالثة. أقيمت أول بطولة عالمية للتزلج السريع للمحترفين عام 1976. يعتبر كندا من الدول الحائزة على غالبية الميداليات في هذه الرياضة التي بدأت في الأونة الأخيرة بالانتشار إلى عدد من الدول الأسيوية مثل الصين وكوريا الجنوبية واليابان.